# Cissus cerasiformis
Cissus cerasiformis là một loài thực vật hai lá mầm trong họ Nho. Loài này được (Teijsm. & Binn.) Planch. miêu tả khoa học đầu tiên năm 1887.